# 小花矢车菊
小花矢车菊（学名：Centaurea squarosa）为菊科矢车菊属的植物。分布于俄罗斯以及中国大陆的新疆等地，生长于海拔540米至1,500米的地区，一般生于山坡以及荒地，目前已由人工引种栽培。